# Ménage à trois
Ménage à trois (wym. /menaʒ a tʁwa/, spolszczona wymowa menaż a trua) – dosłownie gospodarstwo domowe trojga, termin pochodzący z języka francuskiego, którym początkowo opisywano układ, w którym trójka osób utrzymywała stosunki seksualne zamieszkując w tym samym gospodarstwie domowym. Współcześnie znaczenie tego terminu uległo rozszerzeniu i oznacza dowolny związek (miłosny) pomiędzy trójką osób bez względu na to, czy ma on kontekst seksualny czy nie. Termin bywa też czasami używany jako synonim triolizmu.

## Wstęp
Ménage à trois od najdawniejszych czasów był uważany za najstarszą alternatywną formę tradycyjnej rodziny – to rodzaj ograniczonej liczbowo (do trzech jednostek) poligamii. Zwykle jest to układ (bądź związek) trojga ludzi składający się z męża, żony oraz kochanka (albo odpowiednio kochanki) jednego z nich, mieszkający razem. Tworzą go więc dwie osoby tej samej płci i jedna – przeciwnej. Nierzadko układ taki zaczyna się od wzajemnie niezaspokojonej i poszukującej pary małżeńskiej.

## Ménage à trois w mitologii
Pionier antropologii Robert Briffault zauważył, że nowozelandzcy Maorysi wierzyli, że „księżyc jest odwiecznym i jedynym prawdziwym mężem każdej kobiety”. Księżycowi przypisywano rodzaj męski. Mimo że Maoryska poślubiała mężczyznę, nie był on w stanie jej zapłodnić bez wstawiennictwa ducha księżyca, który w ten sposób współuczestniczył w ojcostwie.

## Przykłady ménage à trois znane z historii
- Diana de Poitiers, Henryk II Walezjusz i Katarzyna Medycejska
- Molier, Armande Béjart i Michel Baron
- Wolter, markiz du Châtelet, markiza Émilie du Châtelet
- Jean-Jacques Rousseau, baronowa de Warens i Claude Anet
- admirał Horatio Nelson, Emma Hamilton i sir William Douglas Hamilton
- lord Byron, hrabia Guiccioli, hrabina Guiccioli
- Karolina Matylda Hanowerska, małżonka króla Danii Chrystiana VII i Johann Friedrich Struensee
- Fryderyk Engels i siostry Burns
- Aleksander Dumas, Ida Dumas oraz Roger de Beauvoir
- Harriet Taylor Mill, John Taylor oraz John Stuart Mill
- George Eliot i Lewesowie (zob. George Henry Lewes)
- Lou Andreas-Salomé, Fryderyk Nietzsche i Paul Rée
- Paul Éluard, Gala Eluard Dalí oraz Max Ernst, później Salvador Dali
- François Mitterrand, Danielle Mitterrand oraz Anne Pingeot
- Émile Zola, Alexandrine Zola oraz Jeanne Rozerot
- Franklin Roosevelt, Eleanor Roosevelt oraz Marguerite Alice „Missy” LeHand
- George Bernard Shaw, May Morris i Henry Sparling
- Włodzimierz Lenin, Nadieżda Krupska i Inessa Armand
- Dorothy Pound, Ezra Pound oraz Olga Rudge
- Jean-Paul Sartre, Simone de Beauvoir i Bianca Bienenfeld (Bianca Lamblin)
- Władimir Majakowski, Lila Brik i Osip Brik.